# 杰伊·托马斯·埃文斯
杰伊·托马斯·埃文斯（英語：Jay Thomas Evans，1931年1月21日—2008年3月18日），美国男子摔跤运动员。他曾代表美国参加1952年和1956年夏季奥林匹克运动会摔跤比赛，其中1952年夏季奥运会获得一枚银牌。